# ديف سوندرز
ديف سوندرز (بالإنجليزية: Dave Saunders) (19 أكتوبر 1960 في الولايات المتحدة - ) هو لاعب كرة طائرة الولايات المتحدة. شارك في الألعاب الأولمبية الصيفية 1988 والألعاب الأولمبية الصيفية 1984.

## وصلات خارجية
- ديف سوندرز على موقع دوري الدرجة الأولى الإيطالي للكرة الطائرة - رجال (الإيطالية)
- ديف سوندرز على موقع أوليمبيديا (الإنجليزية)